# Epigyphantes epigynatus
Genre
Espèce
Synonymes
- Lepthyphantes epigynatus Tanasevitch, 1988

Epigyphantes epigynatus, unique représentant du genre Epigyphantes, est une espèce d'araignées aranéomorphes de la famille des Linyphiidae.

## Distribution
Cette espèce est endémique de l'oblast de Magadan en Russie,.

## Publications originales
- Tanasevitch, 1988 : Some new Lepthyphantes Menge (Aranei, Linyphiidae) from Mongolia and the Soviet Far East. Folia entomologica hungarica, vol. 49, p. 185-196.
- Saaristo & Tanasevitch, 2004 : New taxa for some species of the genus Lepthyphantes Menge sensu lato (Araneae, Linyphiidae, Micronetinae). Revue arachnologique, vol. 14, no 7, p. 109-128.